# Lurcy-le-Bourg
Lurcy-le-Bourg là một xã của tỉnh Nièvre, thuộc vùng Bourgogne-Franche-Comté, miền trung nước Pháp.